# Emiliya Dimitrova
Emiliya Dimitrova (née Nikolova le 26 décembre 1991 à Choumen) est une joueuse bulgare de volley-ball. Elle mesure 1,85 m et joue au poste d'attaquante.

## Clubs
| Club                     | De        | À         |
| ------------------------ | --------- | --------- |
| Slavia Sofia             | 2007-2008 | 2008-2009 |
| Levski Siconco Sofia     | 2009-2010 | 2009-2010 |
| CSV 2004 Tomis Constanţa | 2010-2011 | 2010-2011 |
| Spes Volley Conegliano   | 2011-2012 | 2011-2012 |
| Yeşilyurt Istanbul       | jan 2012  | mai 2012  |
| Imoco Volley             | 2012-2013 | 2014-2015 |
| Pallavolo Scandicci      | 2015-2016 | 2015-2016 |
| NEC Red Rockets          | 2016-2017 | 2016-2017 |
| Bursa BBSK               | 2017-2018 | 2017-2018 |
| VK Maritsa Plovdiv       | jan 2020  | mai 2020  |
| PTT Spor Kulübü          | 2020-2021 | …         |

## Palmarès

### Équipe nationale
- Ligue européenne
  - Finaliste : 2010.

### Clubs
- Challenge Cup
  - Finaliste : 2018.
- Championnat de Roumanie
  - Vainqueur : 2011.
- Coupe de Roumanie
  - Vainqueur : 2011.
- Championnat d'Italie
  - Finaliste : 2013.
- Supercoupe d'Italie
  - Finaliste : 2013.
- V Première Ligue
  - Vainqueur : 2017.
- Championnat de Bulgarie
  - Vainqueur : 2020.